# Manna-Gletscher
Der Manna-Gletscher ist ein breiter Gletscher im Norden des ostantarktischen Viktorialands. In den Wilson Hills fließt er nördlich des Stevenson Bluff und des Mount Steele in nordöstlicher Richtung in den östlichen Abschnitt des Gillett-Schelfeises an der Oates-Küste.
Die Nordgruppe einer von 1963 bis 1964 dauernden Kampagne im Rahmen der New Zealand Geological Survey Antarctic Expedition nahm die Benennung nach dem biblischen Himmelsbrot Manna vor. Namensgebend war die Versorgung der Mannschaft aus der Luft, die Bernard Fergusson, damaliger Generalgouverneur von Neuseeland, veranlasst hatte.